# Gabriele Tadino
Gabriele Tadino fue un militar e ingeniero veneciano que luchó al lado de la Orden de San Juan en el asedio de Rodas. Llegó a ingresar como caballero en la orden y fue nombrado general de la guarnición de Venecia. 
Su ingenioso sistema de antimina, así como sus dotes estratégicas hicieron retrasar mucho la toma de Rodas por parte del ejército de Solimán el Magnífico.